# Niels Brüwer
Niels Brüwer (* 18. November 1969 in Wolfenbüttel) ist ein deutscher ehemaliger Basketballspieler.

## Laufbahn
Brüwer gehörte zur Mannschaft der SG Braunschweig, die 1991 von der 2. Basketball-Bundesliga in die Basketball-Bundesliga aufstieg und im selben Jahr mit der SG das Endspiel um den DBB-Pokal erreichte. Dort verlor er mit den Niedersachsen zwar gegen Bayer Leverkusen, war aber anschließend in der Saison 1991/92 im Europapokal vertreten, in dem er mit der SG neben der Bundesliga spielte.
Später gehörte der zweite Meter große Flügel- und Innenspieler unter anderem den Mannschaften der Zweitligisten Ohre BC Wolmirstedt und Wolfenbüttel Dukes (bis 2003) sowie des Regionalligisten SG Wolfenbüttel an, im Alt-Herren-Bereich lief der beruflich als Lehrer tätige Brüwer für den MTV Wolfenbüttel auf.